# Biosteres lentulus
Biosteres lentulus är en stekelart som beskrevs av Papp 1979. Biosteres lentulus ingår i släktet Biosteres och familjen bracksteklar. Inga underarter finns listade.